# Manoppello
Manoppello je italské město v Abruzzu, v provincii Pescara, které proslavilo bílé víno značky Montepulciano d’Abruzzo. Směřují sem také pouti za relikvií Kristovy tváře  Volto santo (Sudarium Christi), která  je vystavena v blízkém kostele sousední obce  Lettomanopello.   V roce 2023 zde žilo 6757 obyvatel.

## Geografie
Manoppello leží ve východní části středního Abruzza, 15 kilometrů od Jaderského moře, nedaleko Pescary, ve výšce  kolem 217 metrů nad mořem. Na svazích kolem města jsou vinice slavného bílého vína Montepulciano d’Abruzzo. Pod městem je jezero Il Lagone.

## Sousední obce
Casalincontrada, Cepagatti (PE), Francavilla al Mare, Pescara (PE), Lettomanopello, Rosciano (PE), San Giovanni Teatino, Turrivalignani

## Historie
Obec se poprvé připomíná v době římské antiky, kdy se latinsky nazývala Manipulus podle manipulu, tehdy šátku/kapesníku římských vojáků. Území Manoppella se v 11. století dostalo pod nadvládu Normanů.  Během 17.-18. století se město stalo poutním cílem a poutníci procházeli všemi kostely, jež byl dostavěny a zařízeny také z jejich příspěvků.
V roce 1860 se obec připojila k Italskému království.

## Památky
- Kostel Panny Marie s opatstvím Santa Maria Arabona, významná románsko-gotická stavba kostela byla založena roku 1209 jako trojlodní bazilika s mohutným  transeptem. Opatství založili cisterciáci, nyní je ve správě salesiánů.  Bazilika má dochované raně gotické fresky.
- Kostel sv. Mikuláše z Bari
- Kostel sv. Pankráce Starého
- Kostel sv. Kalixta papeže
- Kostel Zvěstování Panny Marie

### Okolí
- Poutní bazilika Volto santo s klášterem kapucínů v Lettomanoppello; na hlavním oltáři baziliky je vystavena rouška Volto santo otiskem Kristovy tváře, analogickým otisku na roušce, kterou svatá Veronika podala Kristovi na křížové cestě.(Volto santo, česky Svatá tvář či Sudarium Christi).[1]. Podle písemné zprávy z roku 1640 rouška měla být v Mannoppellu již roku 1506. Kapucíni ji začali uctívat snad již roku 1638, roku 1646 k ní papež Urban VIII. vydal autentiku. Relikvie se později ztratila a byla znovuobjevena až počátkem 20. století.[2]

## Galerie

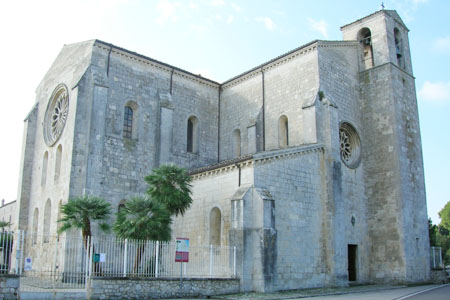
Bazilika Santa Maria Arabona
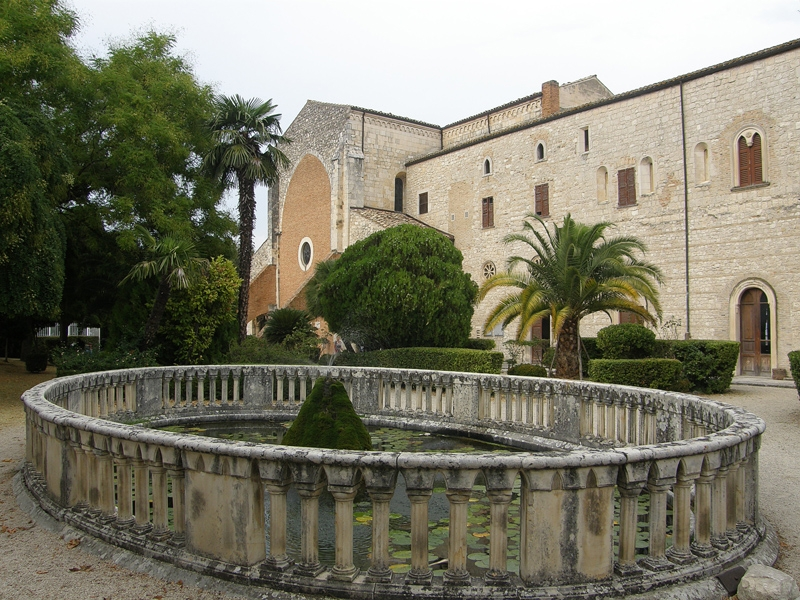
Bazilika Santa Maria Arabona od severu
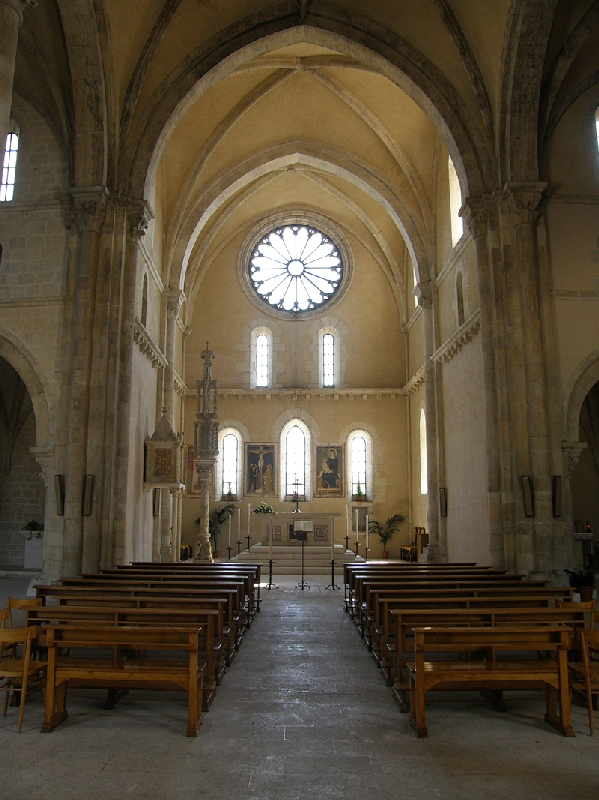
Interiér baziliky Santa Maria Arabona
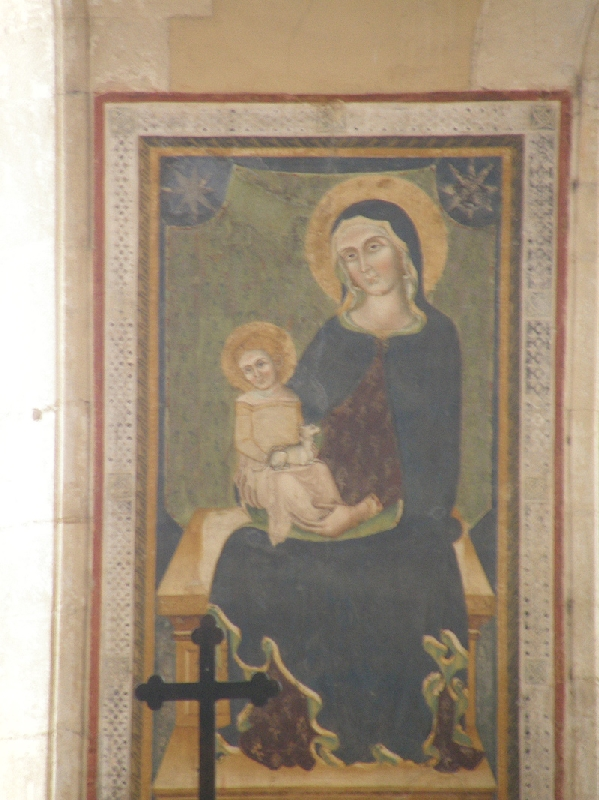
Madona na fresce v Santa Maria Arabona
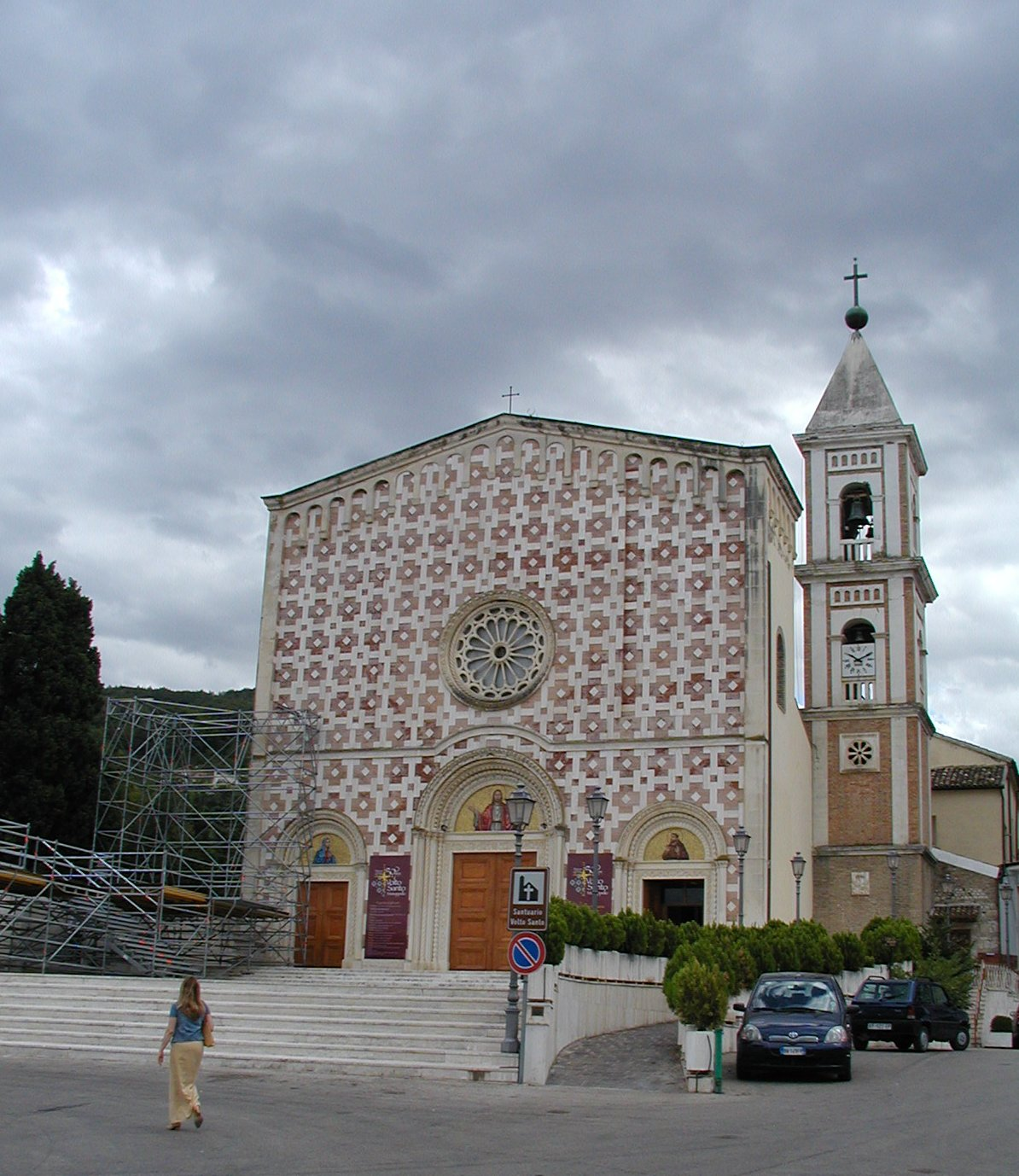
Bazilika Volto santo
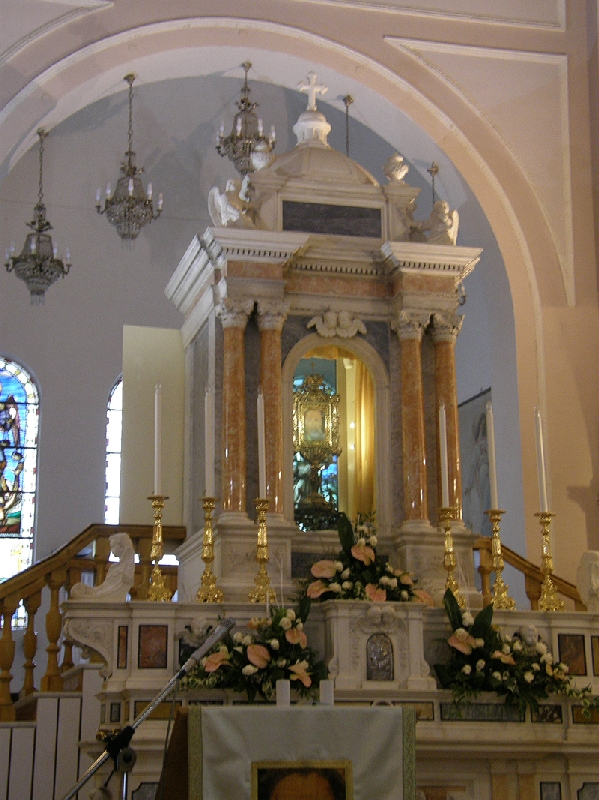
Hlavní oltář baziliky Volto Santo
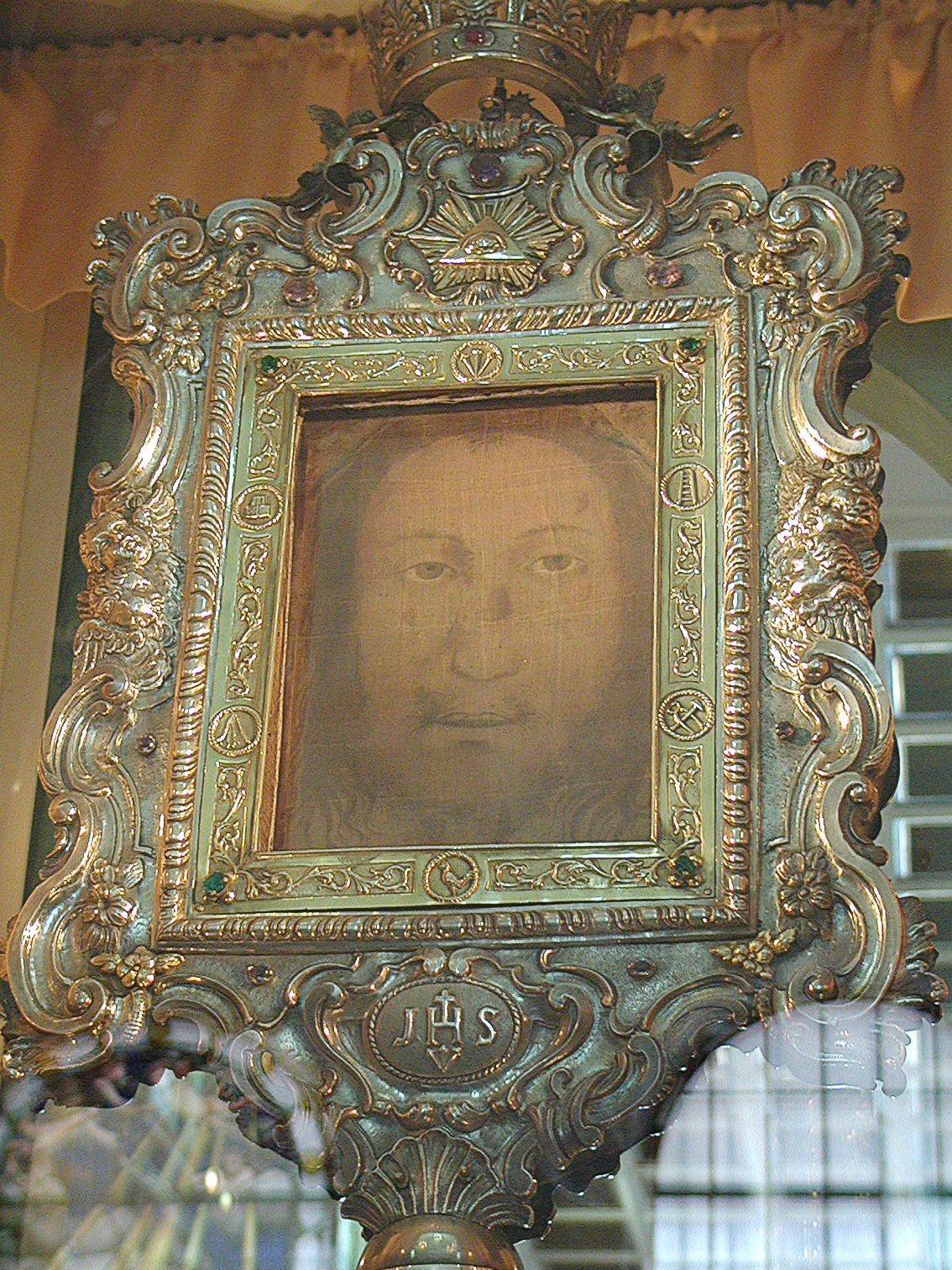
Volto santo

## Město ve filmu
- Americký seriál Mysteries of the Faith, 3. díl Holy Grail, Netflix 2022